# IronPython
IronPython ist eine Implementierung der Programmiersprache Python für die Common Language Infrastructure (CLI) bzw. damit kompatible Laufzeitumgebungen wie z. B. Mono.
IronPython ist vollständig in C# geschrieben und wird im Rahmen der Apache-Lizenz 2.0 bereitgestellt. IronPython ist im Sprachumfang kompatibel zu CPython 2.7, wird aber ohne die Python-Standard-Bibliothek ausgeliefert. Es lassen sich jedoch sämtliche Module einer CPython-Installation laden, solange diese keine kompilierten Bibliotheken benötigen. Zugriff auf .NET-Assemblies ist uneingeschränkt möglich.
In IronPython erstellte Programme lassen sich sowohl interpretieren als auch just-in-time in ausführbare Dateien übersetzen. Wie in .NET üblich, kann man mit IronPython auf Bibliotheken zugreifen, die in anderen .NET-Sprachen geschrieben wurden, ebenso wie diese mit Einschränkungen auf in IronPython geschriebene Bibliotheken zugreifen können.
Die IronPython-Umgebung kann als eine Skriptsprache zum Automatisieren einer .NET-Anwendung genutzt werden. Dabei wird die Laufzeitumgebung in die .NET-Anwendung eingebunden. Es können beliebige Objekte an das Skript übergeben werden, was z. B. für Spieleerweiterungen oder Plug-in-Entwicklungen sinnvoll ist.

## Beispiele
Eine Ausgabe ohne .NET-Bibliothek:
```
print
 
"Hallo Welt!"

```

Das gleiche Beispiel, diesmal mit einer „internen“ .NET-Bibliothek:
```
from
 
System
 
import
 
Console

Console
.
WriteLine
(
"Hallo Welt!"
)

```

Und einmal mit Hilfe einer „externen“ .NET-Bibliothek, wobei die MyLib.dll in einer beliebigen anderen .NET-Sprache (z. B. C#, Visual Basic .NET oder C++/CLI) geschrieben sein kann:
```
import
 
clr

clr
.
AddReferenceToFile
(
"MyLib.dll"
)

from
 
MyLib
 
import
 
Out

Out
.
Print
(
"Hallo Welt!"
)

```

IronPython in C# einbinden (z. B. als Taschenrechner):
```
using
 
System
;

using
 
IronPython.Hosting
;

using
 
Microsoft.Scripting.Hosting
;

public
 
class
 
Eval

{

    
public
 
static
 
void
 
Main
(
string
[]
 
args
)

    
{

        
ScriptEngine
 
se
 
=
 
Python
.
CreateEngine
();

        
Console
.
WriteLine
(
se
.
Execute
(
args
[
0
]));

    
}

}

```

Angenommen das C#-Programm liegt als eval.exe kompiliert vor und die IronPython-Laufzeitbibliotheken IronPython.dll und IronMath.dll (z. B. in demselben Verzeichnis) sind vorhanden, können beliebige Python-Ausdrücke ausgewertet werden:
```
 C:\> eval.exe 2+2
 4

 C:\> eval.exe 2**3
 8

 C:\> eval.exe 5%3
 2

```

In einem Tutorial, das mit dem IronPython-Paket mitgeliefert wird, ist ein Beispiel zu sehen, wie IronPython als Skriptsprache für C# benutzt werden kann.